# 2018年二十國集團布宜諾斯艾利斯峰會
2018年二十國集團布宜諾斯艾利斯峰會（英語：2018 G20 Buenos Aires summit），是二十國集團第十三次高峰會，於2018年11月30日至12月1日在阿根廷布宜諾斯艾利斯舉行。但申辦2019年的國家當中，印度曾提出更改為2018年主辦的要求，表示會遇到印度總理選舉日期，並計畫在新德里舉行。

## 组织

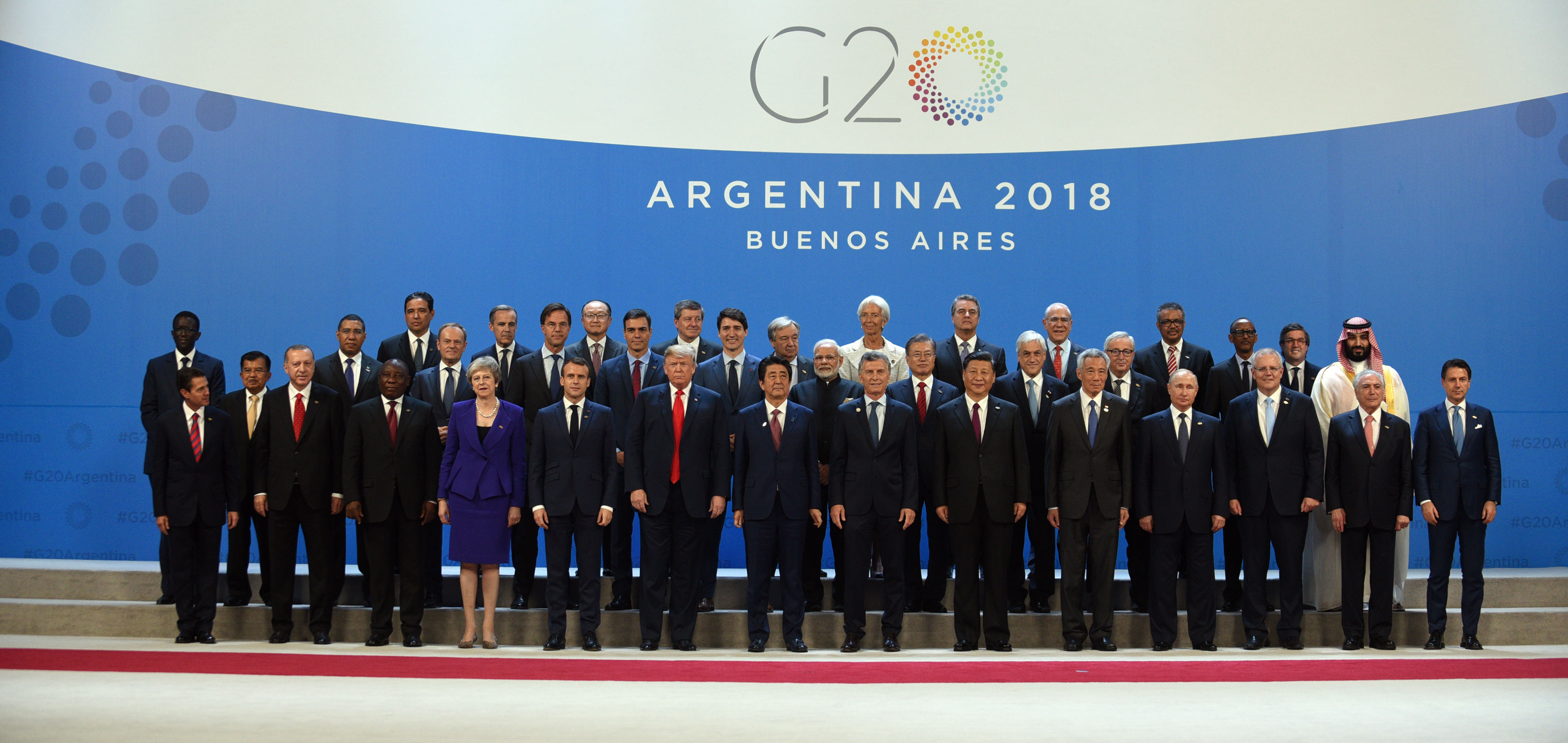
峰会与会者官方照片。

### 籌備工作
本届峰会的二十国集团轮值主席的阿根廷总统毛里西奥·马克里于2017年11月30日在布宜诺斯艾利斯基什内尔文化中心就任。中国国家主席习近平（2016年主办国）、德国总理默克尔（2017年主办国）和日本首相安倍晋三（2019年主办国）发来祝贺。
阿根廷將作為代表國主持2018年二十國集團峰會，由財政部長的阿方索·普拉特－蓋伊與德國聯邦財政部長沃尔夫冈·朔伊布勒共同協商合作。

## 開幕
2018年二十國集團峰會於11月30日在阿根廷首都布宜諾斯艾利斯開幕，開幕禮由東道主——阿根廷總統馬克里主持。馬克里在開幕禮上致辭，呼籲各國繼續支持多邊貿易主義，馬克里明白國與國之間存在分歧，但希望藉此峰會能幫助大家求同存異，促進對話。馬克里希望今次峰會能夠為世界未來十年的共識奠定基礎。

## 與會領袖

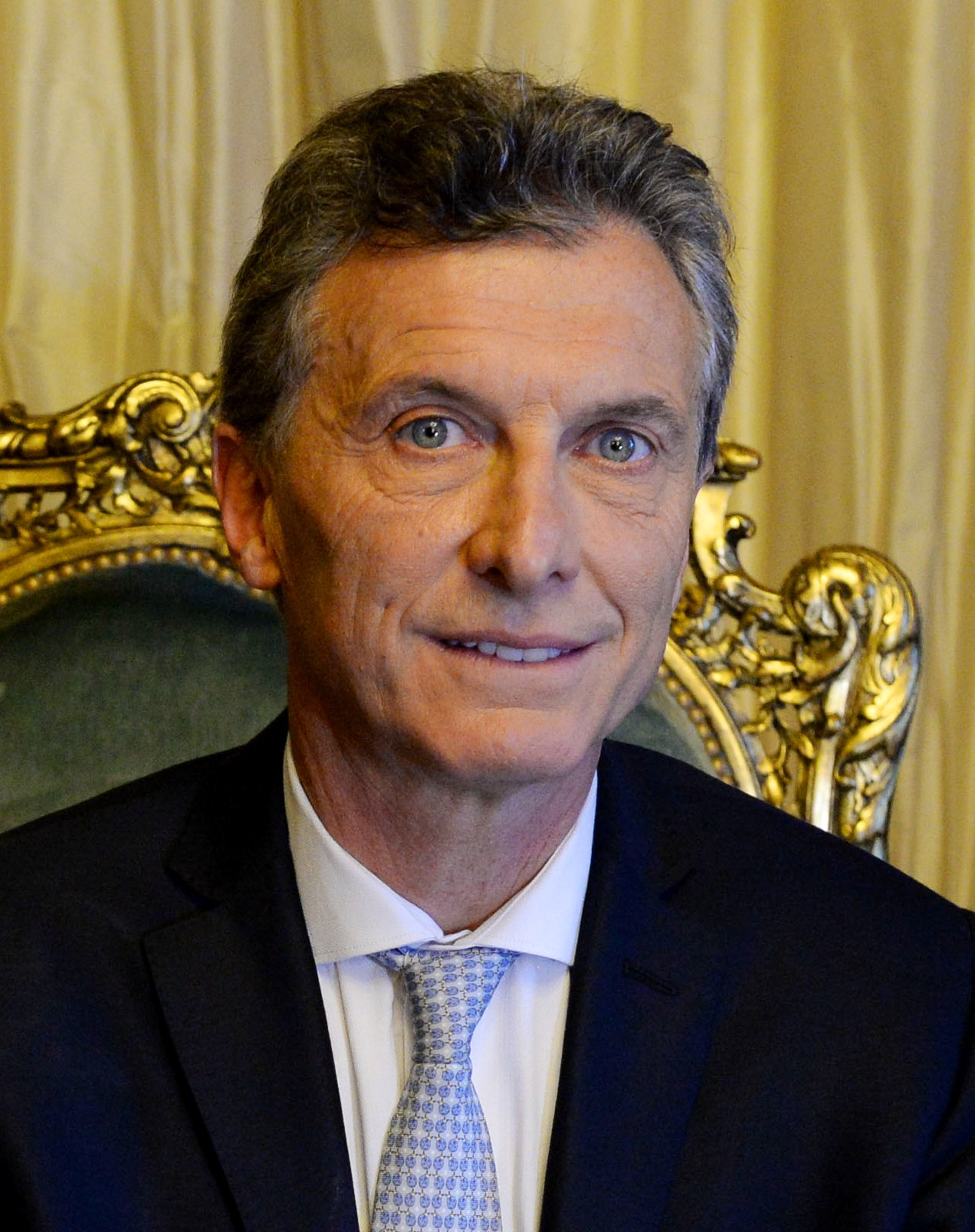
阿根廷（主辦國） 毛里西奧·馬克里
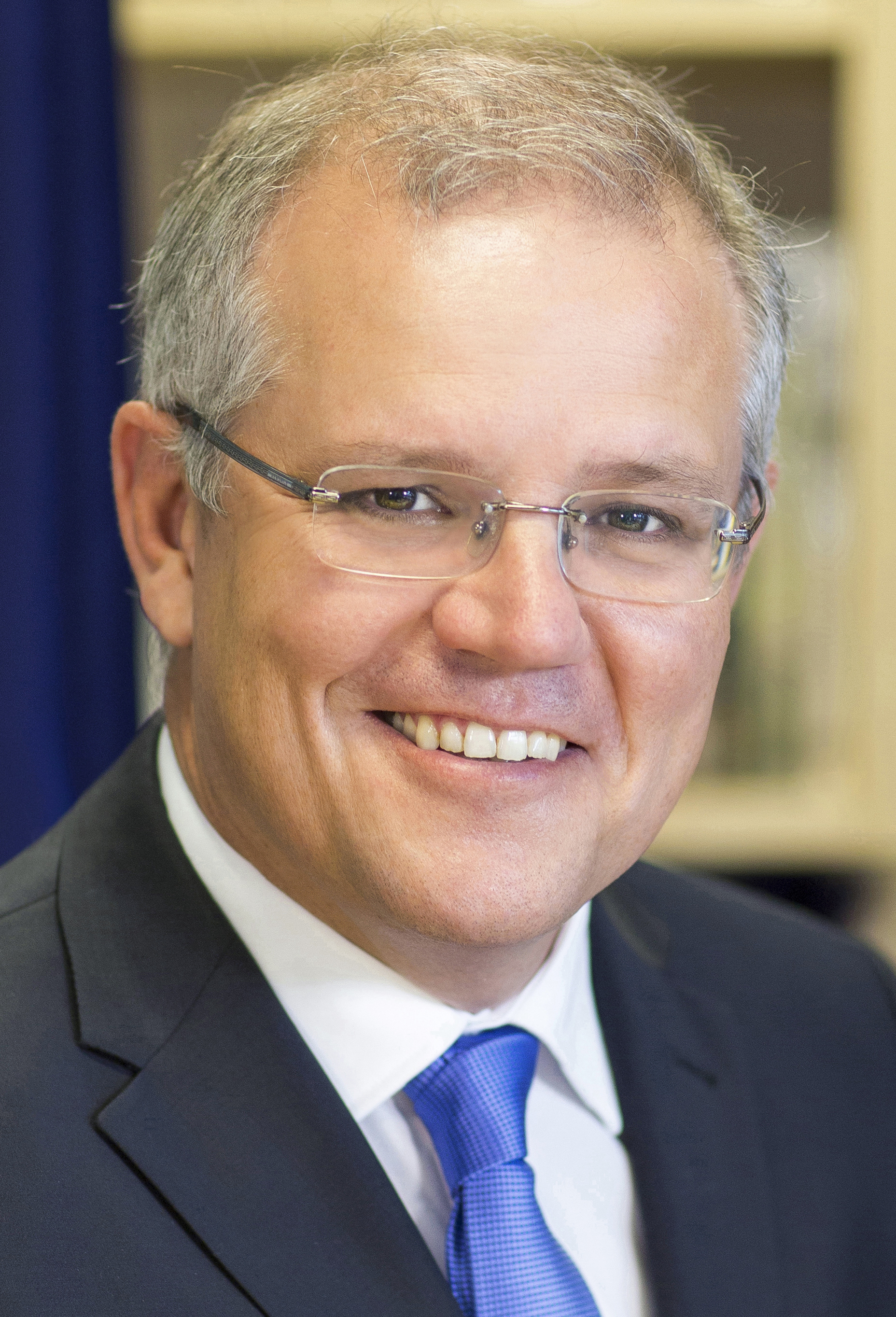
斯科特·莫里森
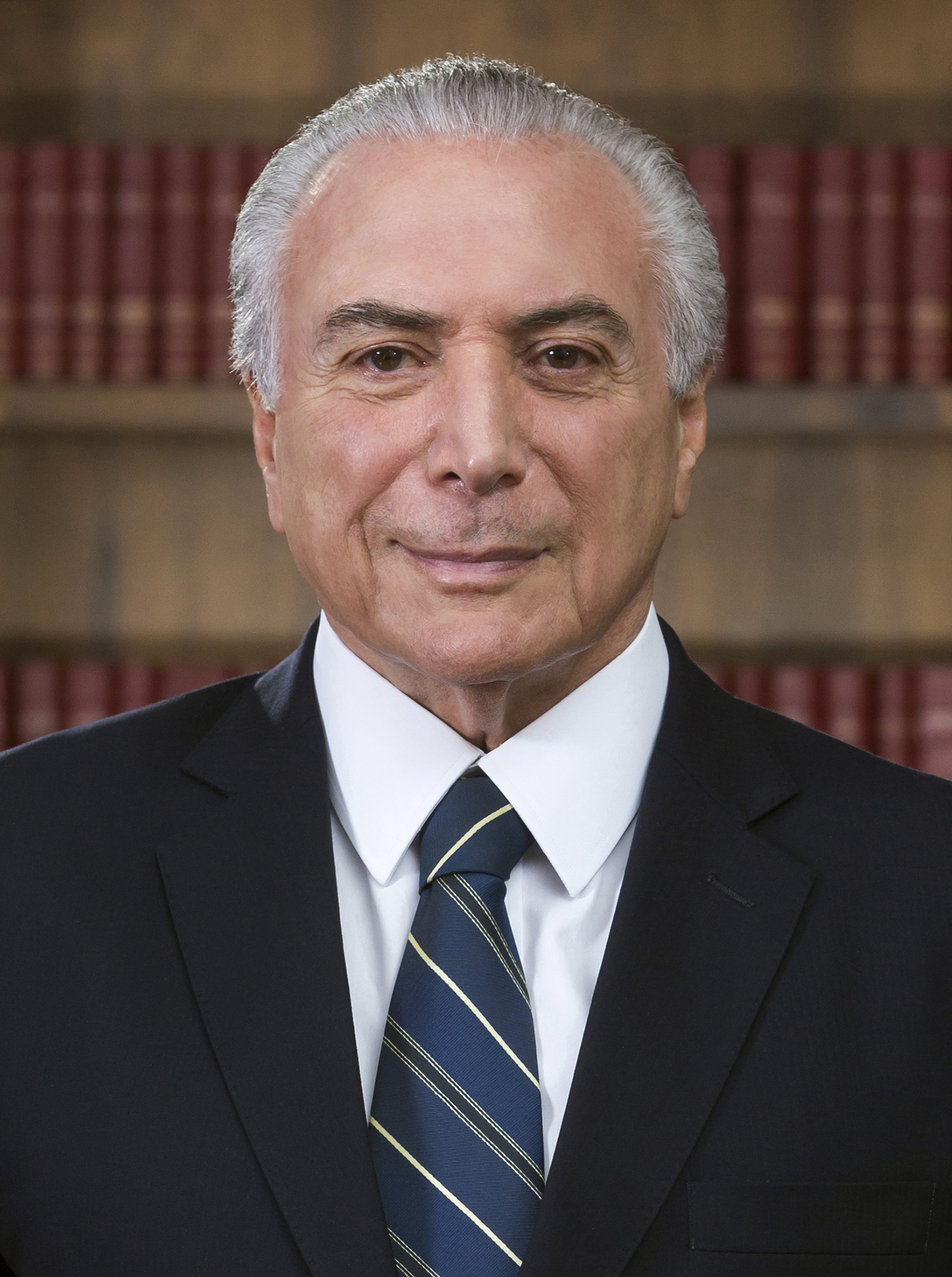
巴西 米歇爾·特梅爾
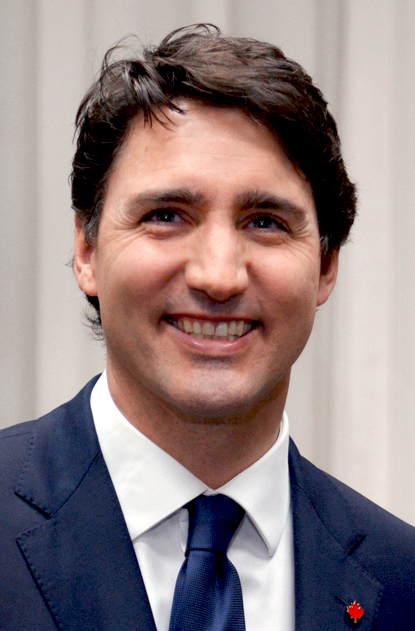
加拿大 賈斯汀·杜魯多
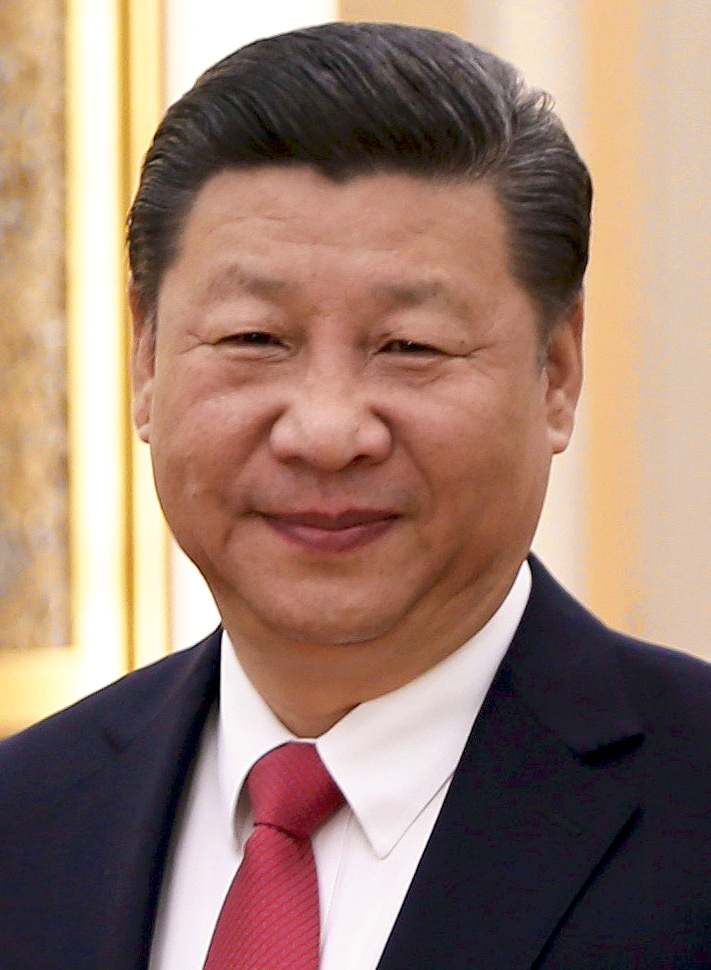
中国 习近平
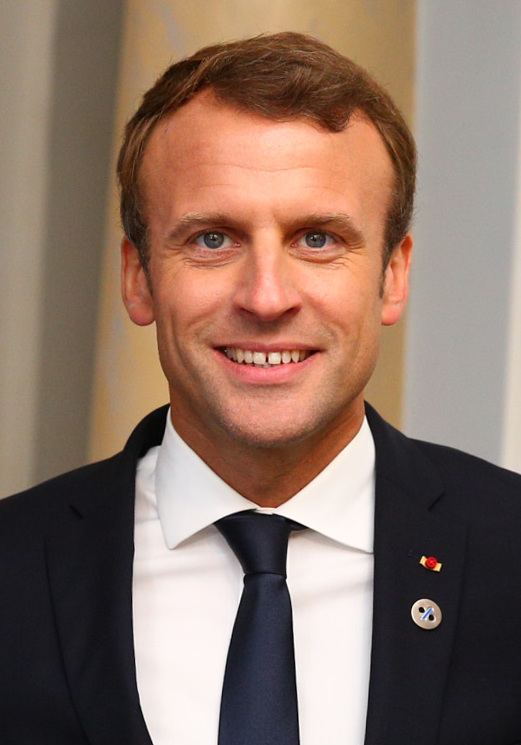
法國 埃马纽埃尔·马克龙
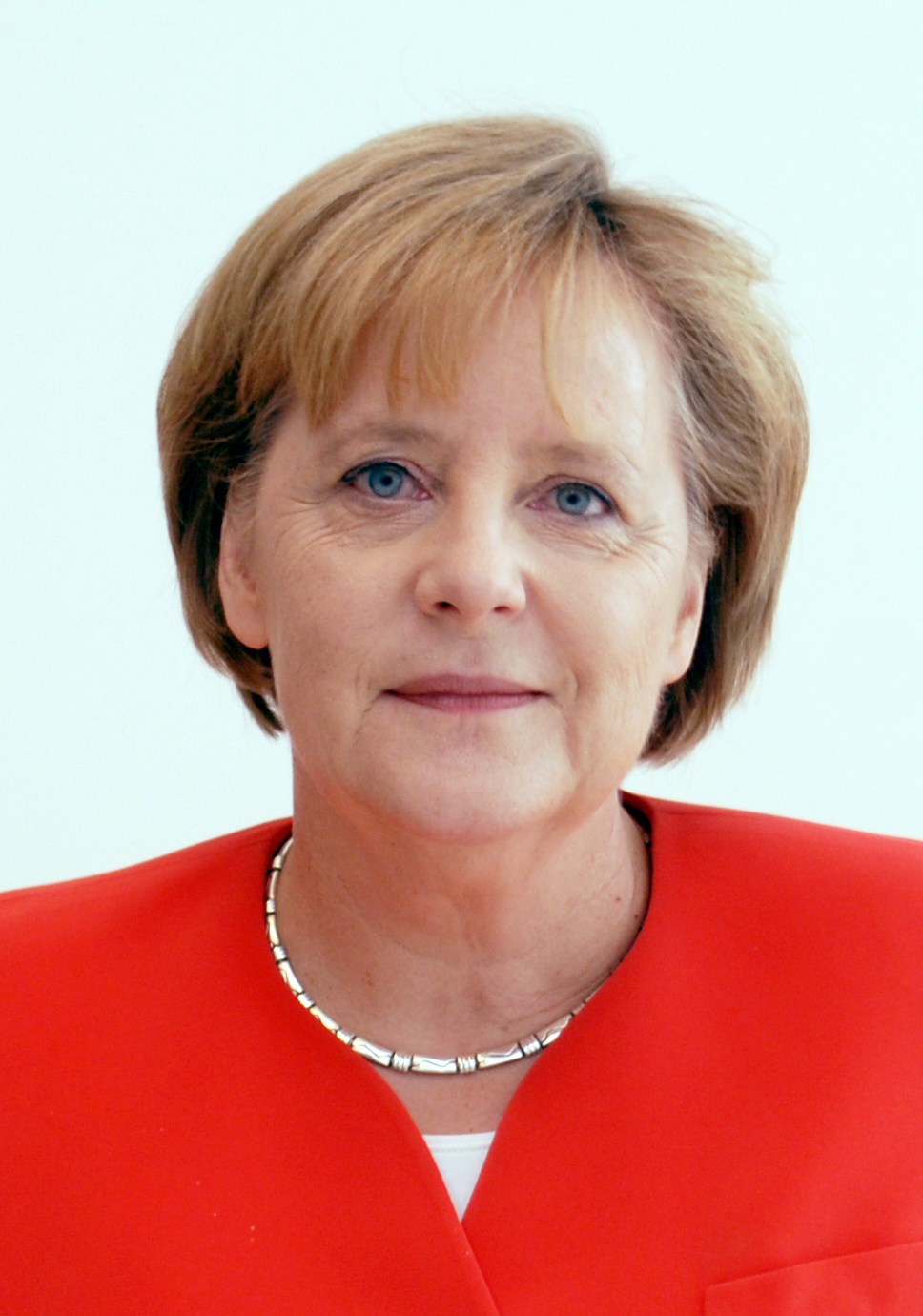
德国 安格拉·梅克爾
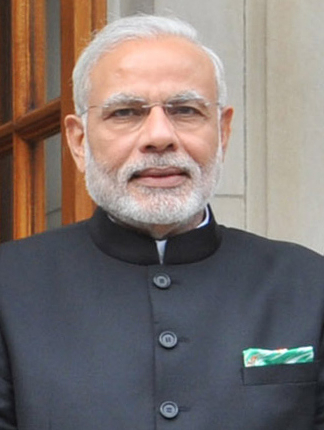
印度 纳伦德拉·莫迪
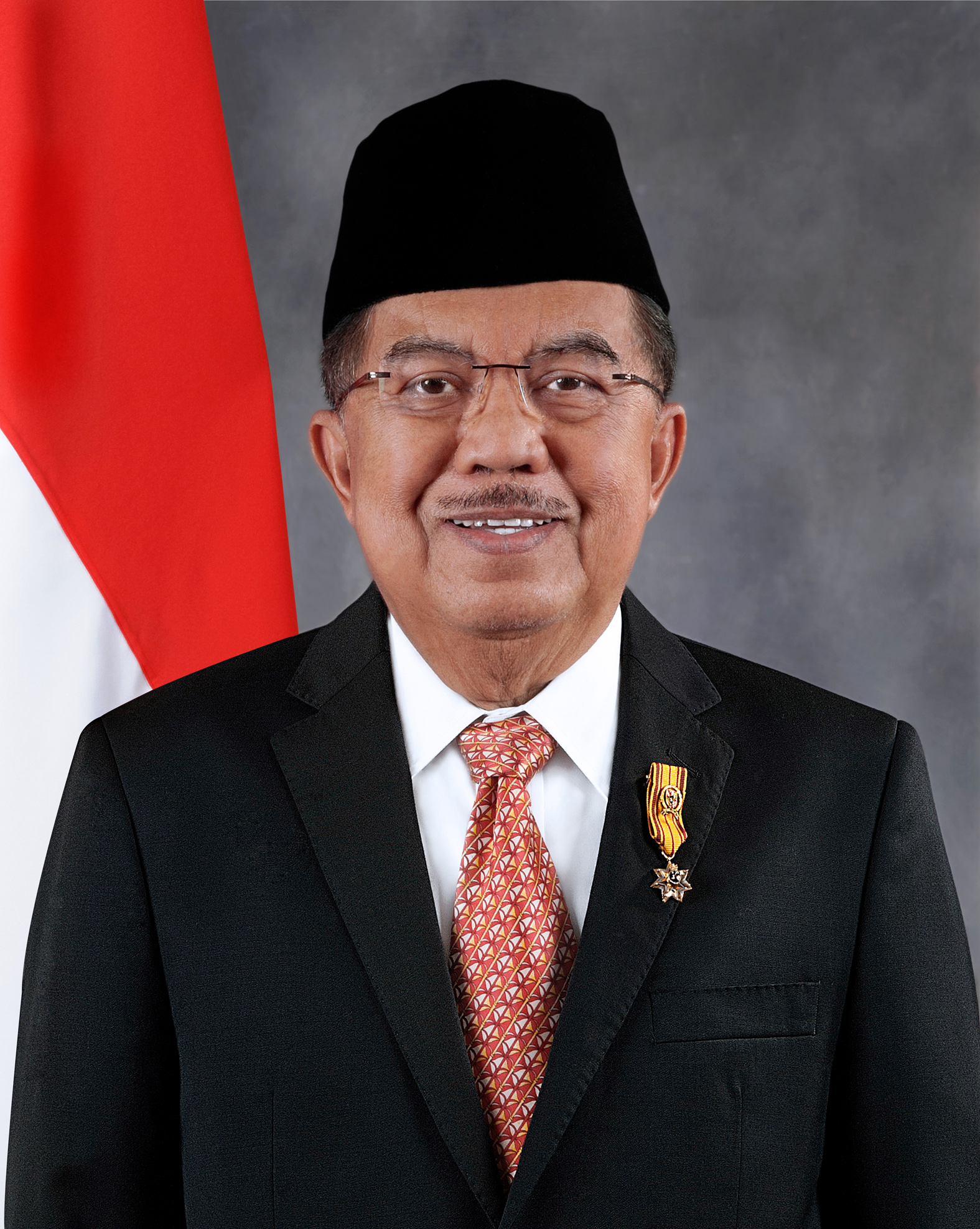
印度尼西亞 优素福·卡拉
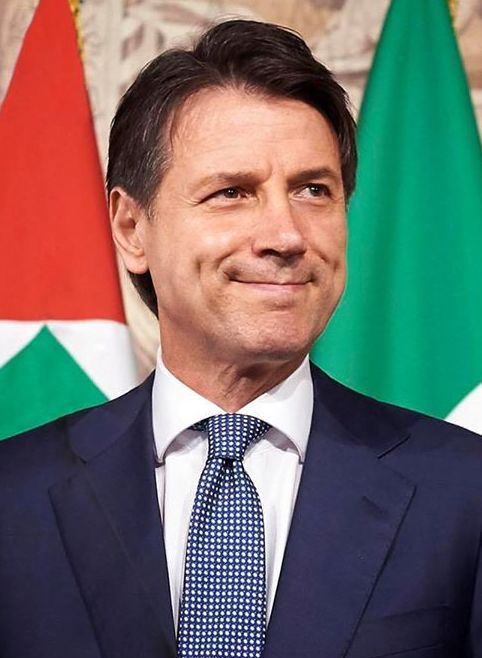
義大利 朱塞佩·孔特
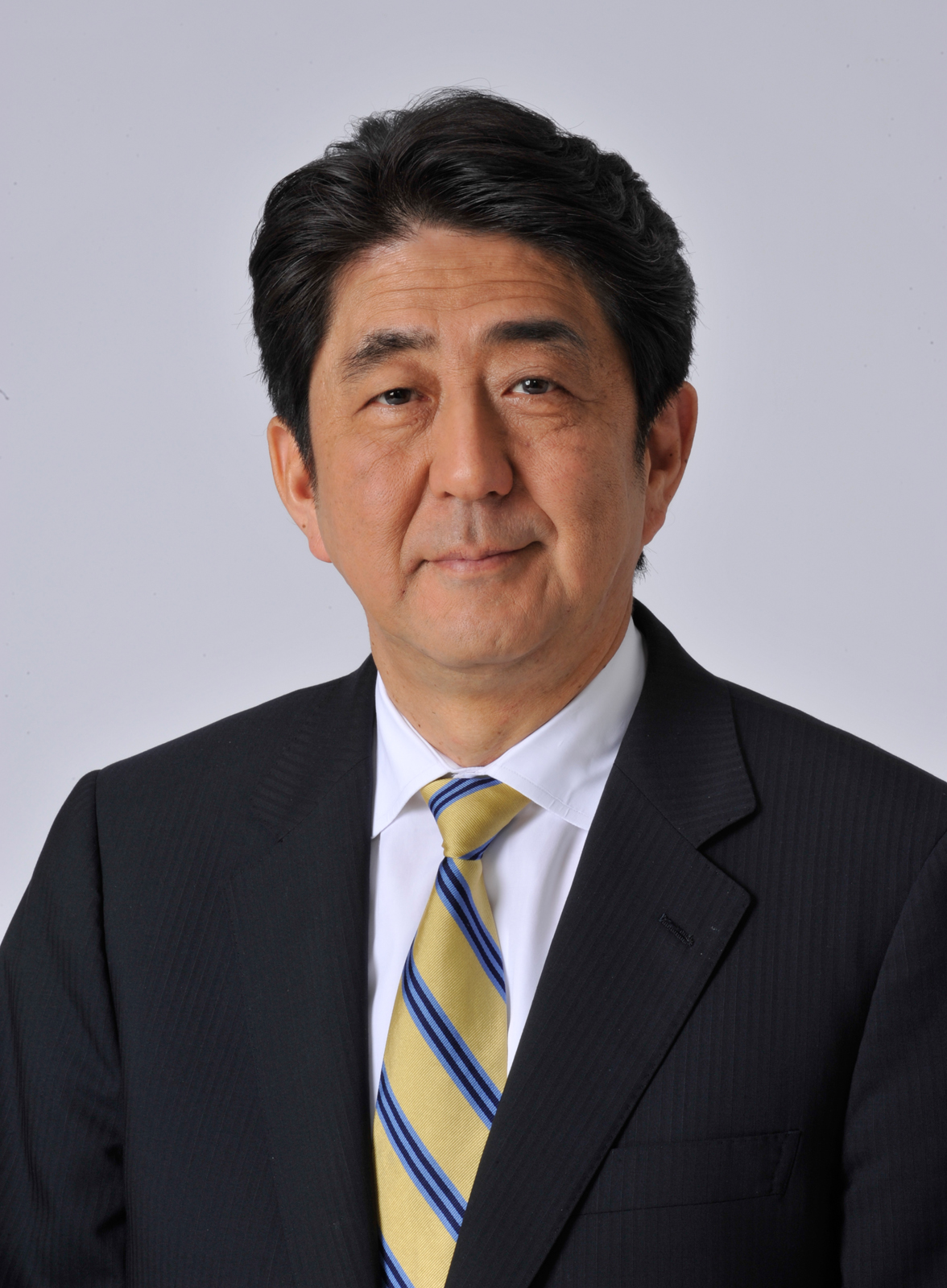
日本 安倍晋三
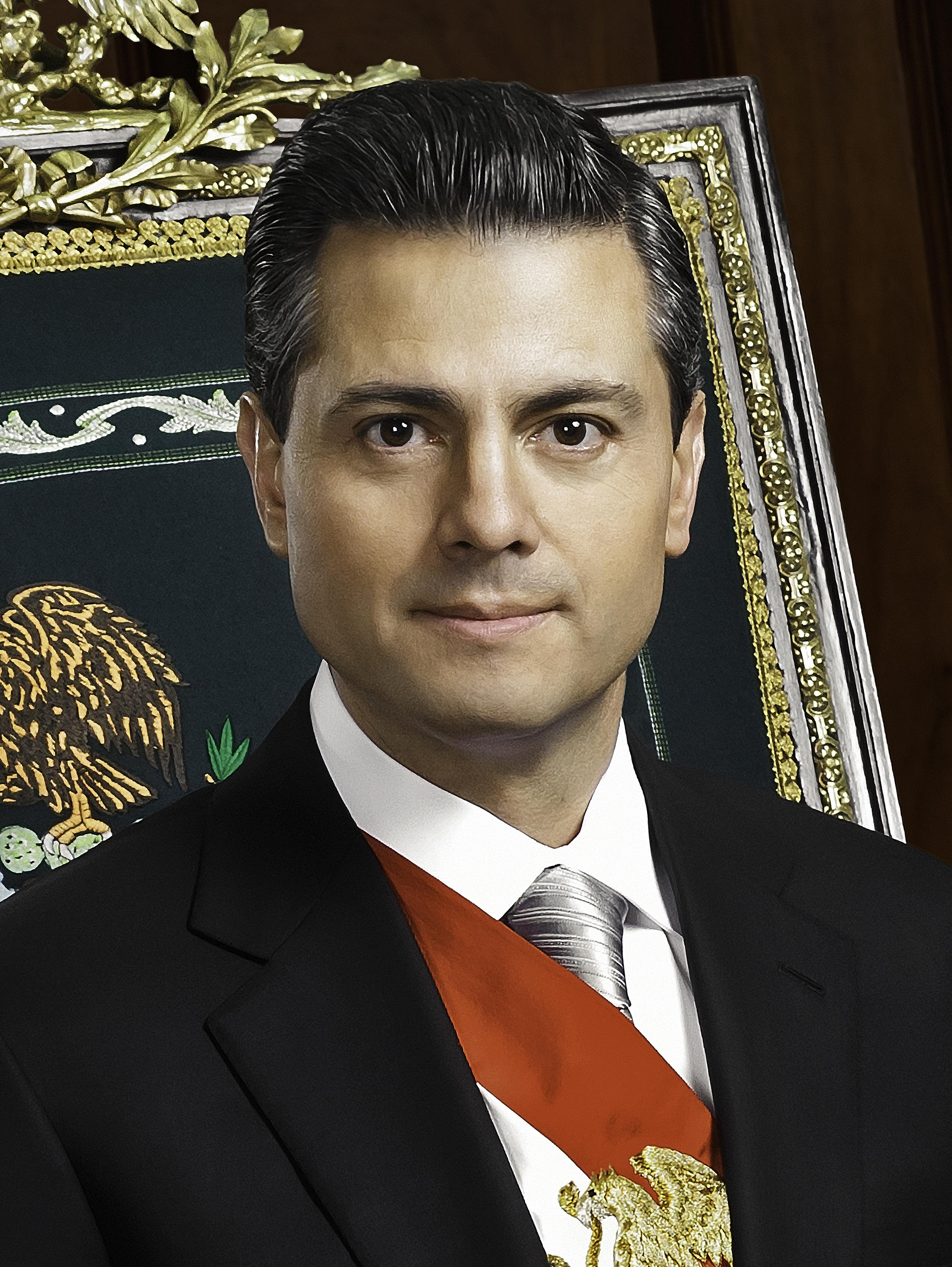
墨西哥 恩里克·培尼亚·涅托
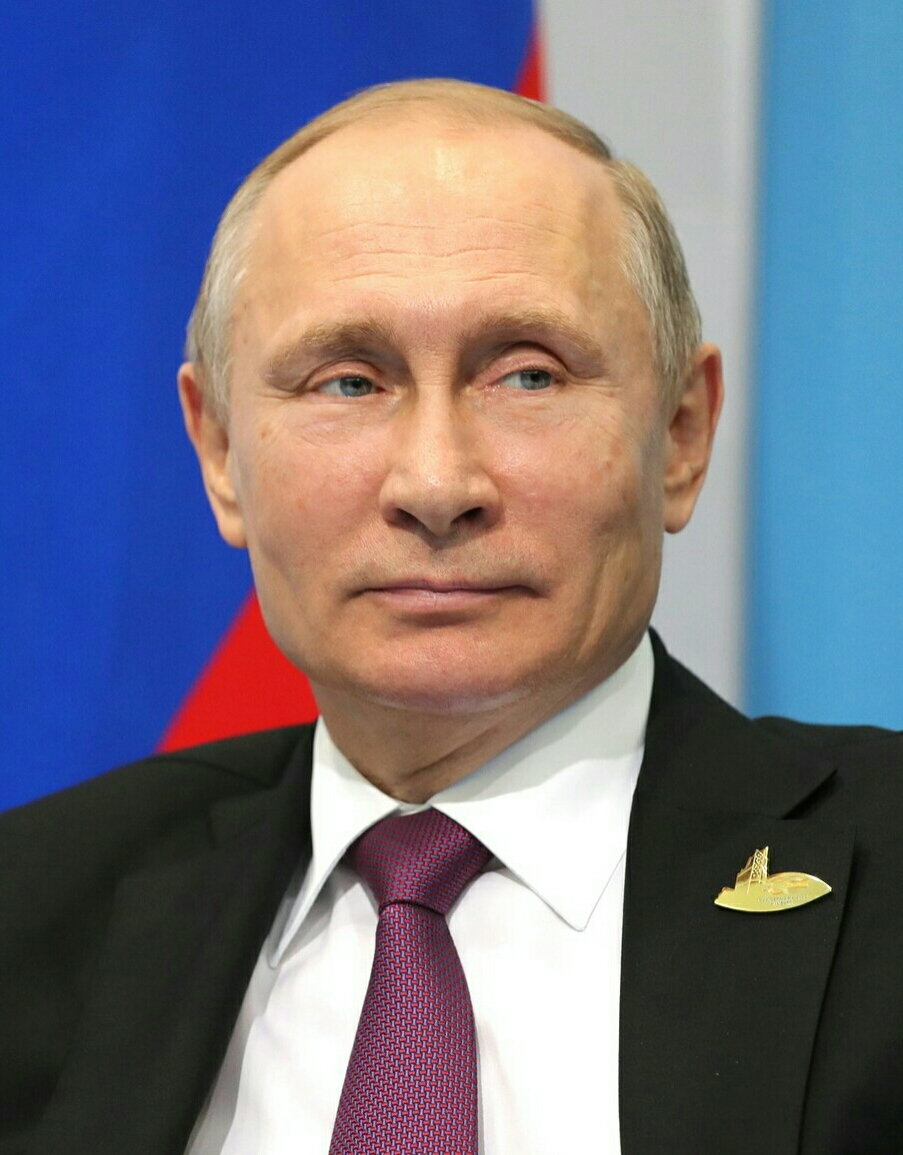
俄羅斯 弗拉基米尔·普京
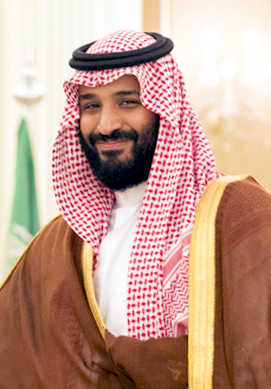
沙烏地阿拉伯 穆罕默德·本·萨勒曼
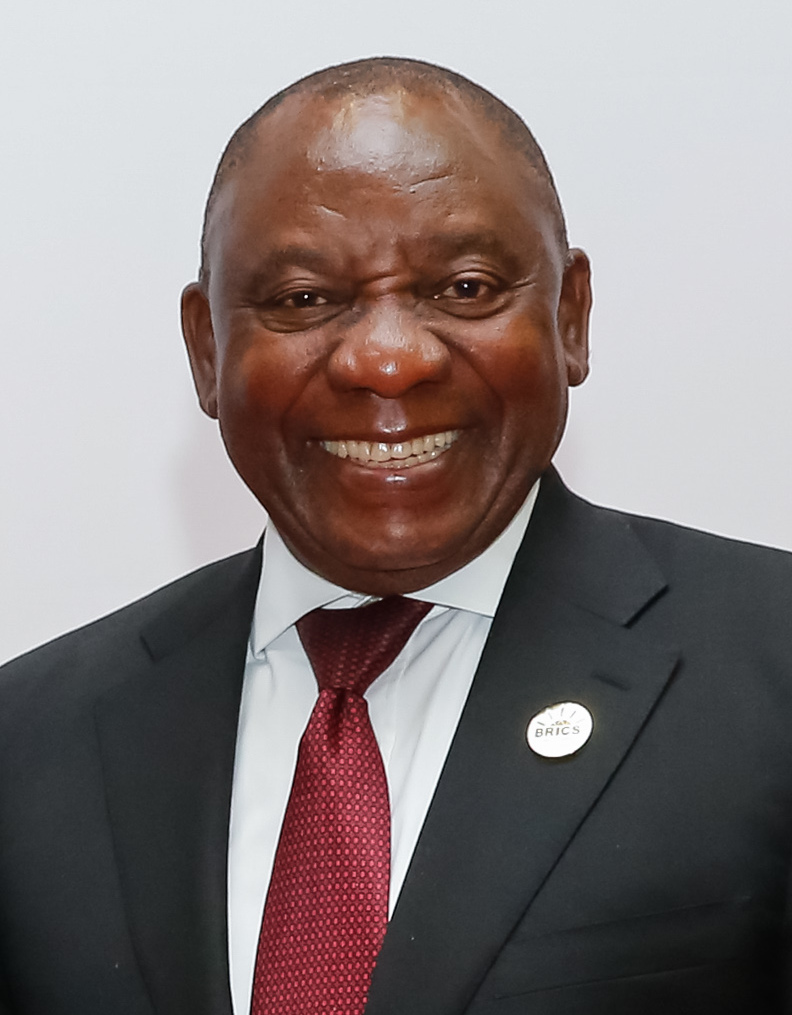
南非 西里爾·拉馬福薩
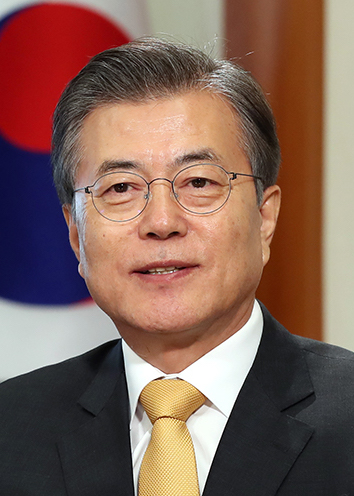
大韓民國 文在寅
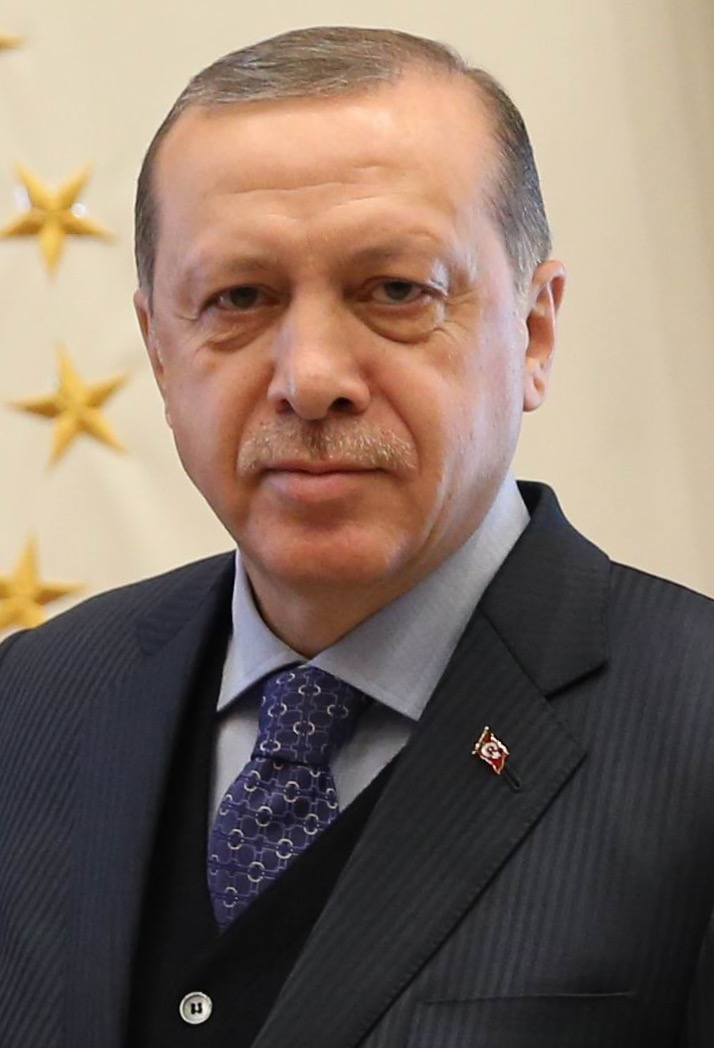
土耳其 雷傑普·塔伊普·艾爾多安
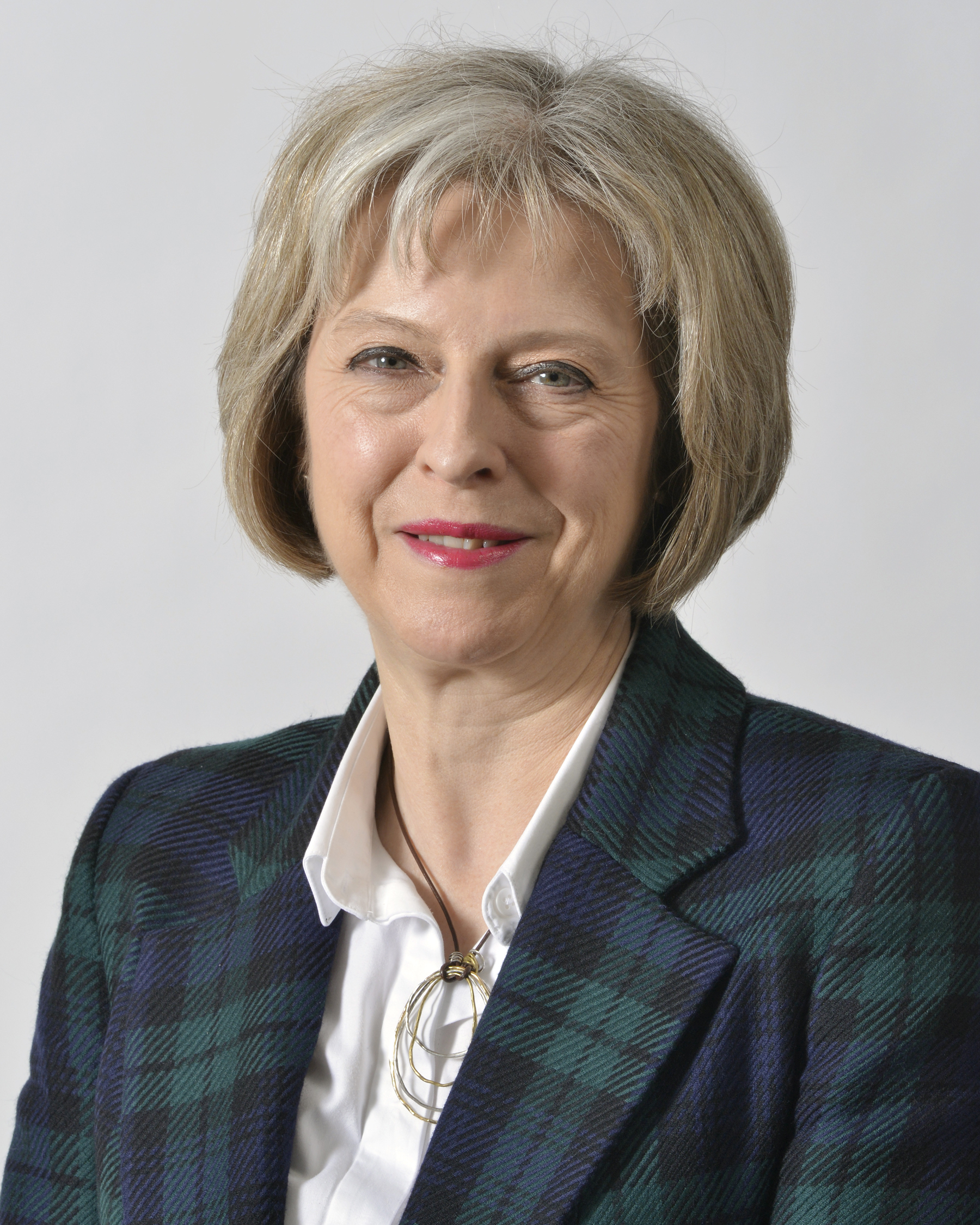
英国 文翠珊
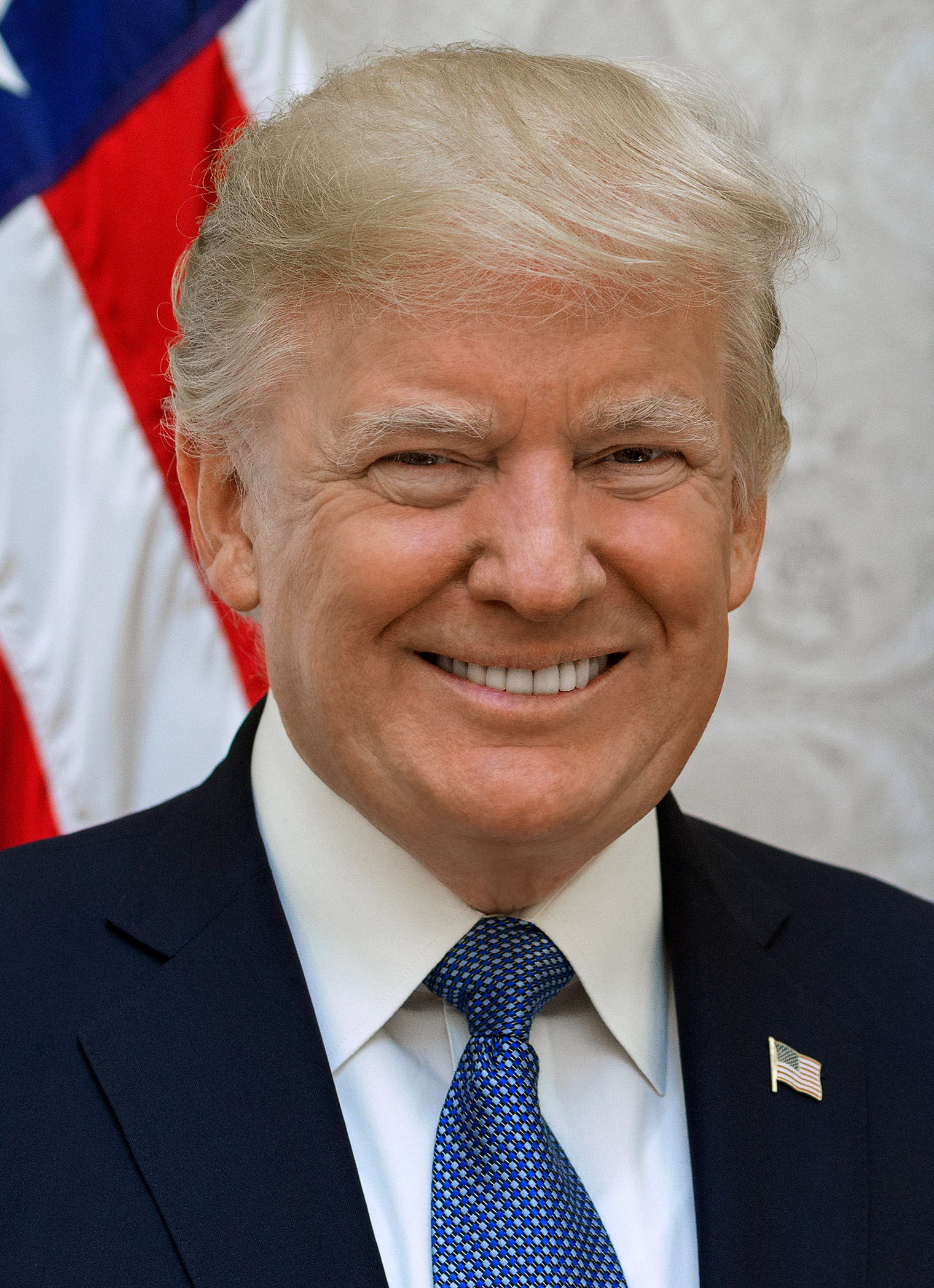
美国 唐纳德·特朗普
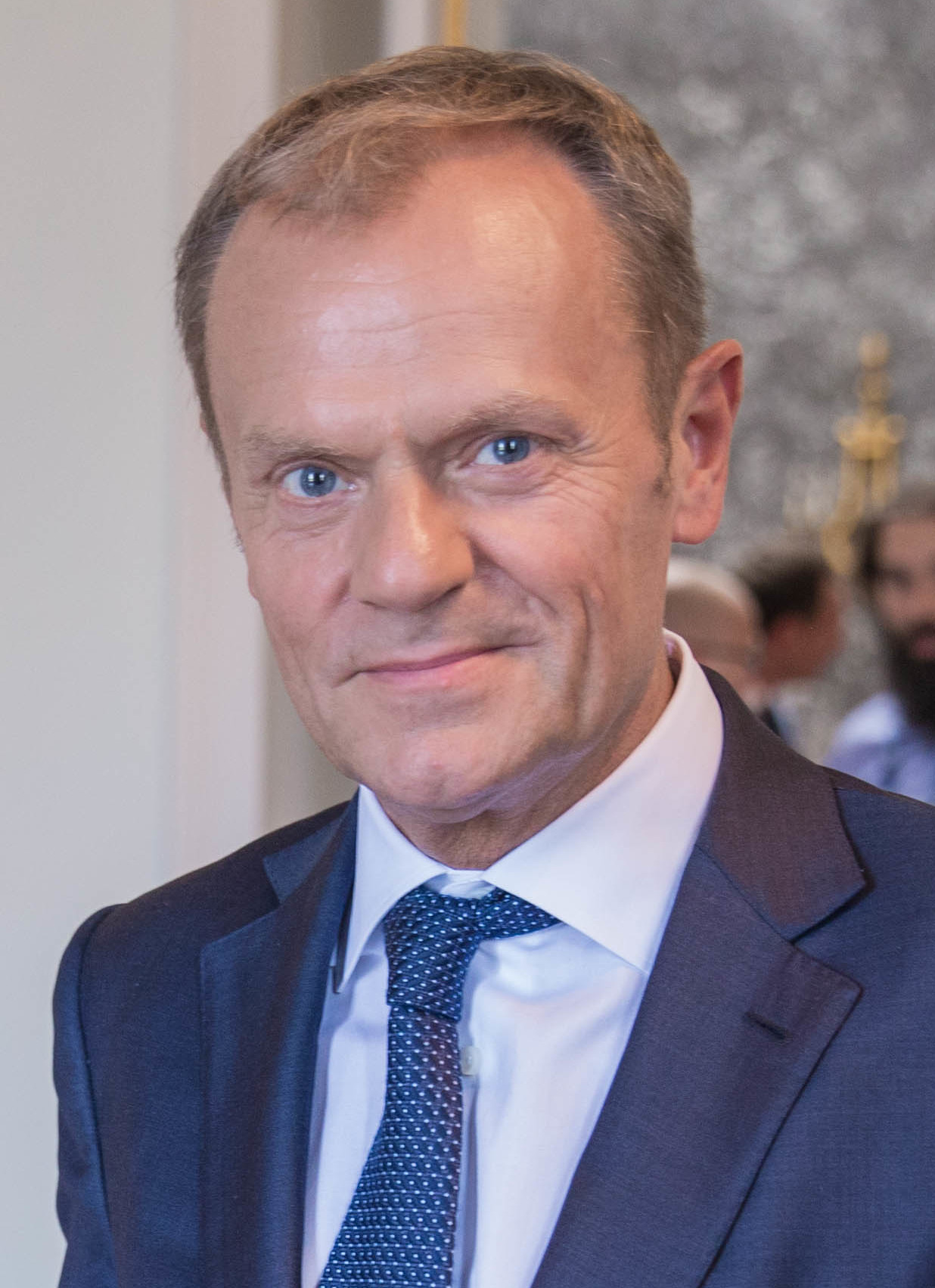
欧盟 唐納德·圖斯克
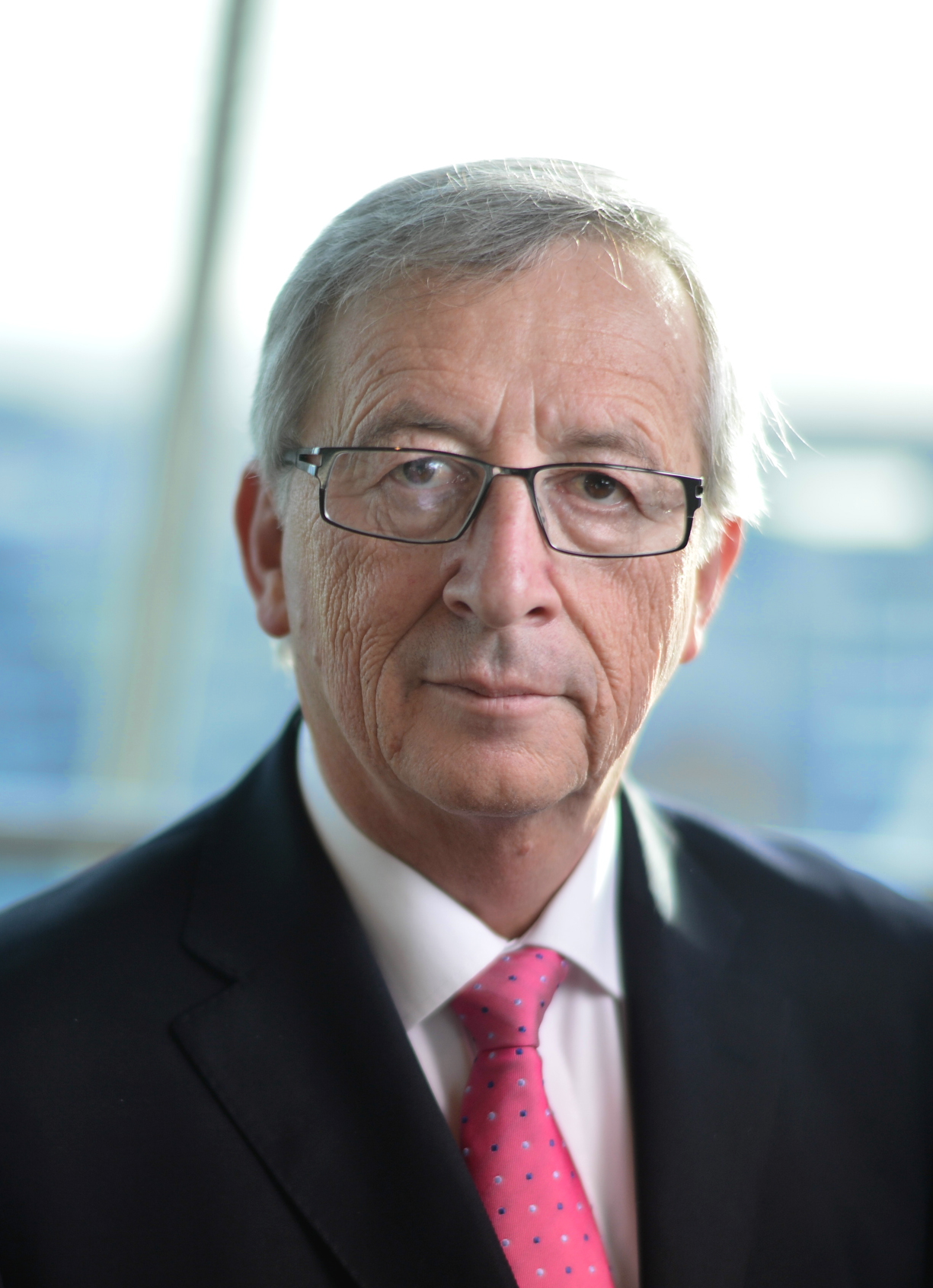
欧盟 尚-克勞德·榮克

### 嘉賓國領導人

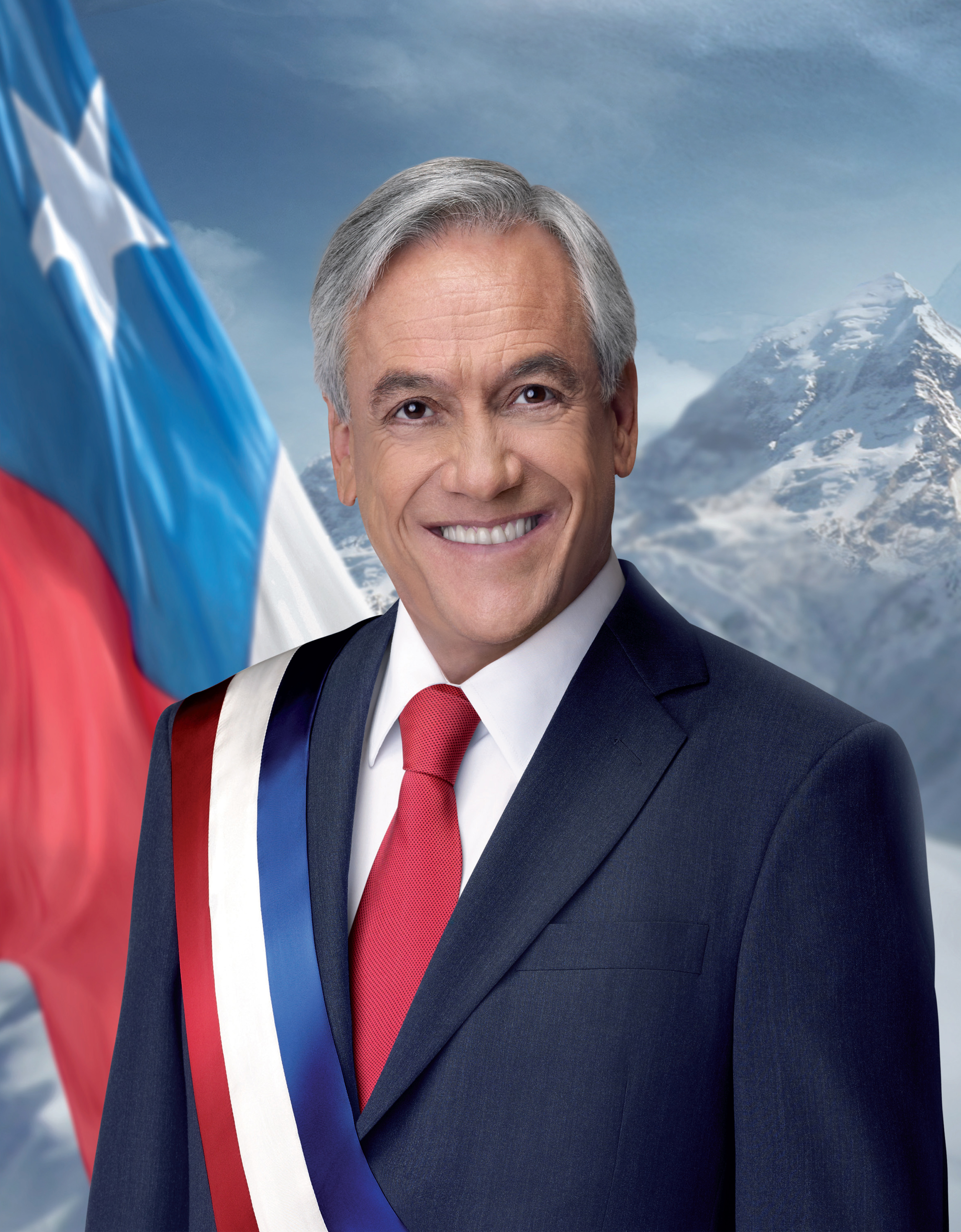
CHI 总统塞巴斯蒂安·皮涅拉，受邀嘉宾
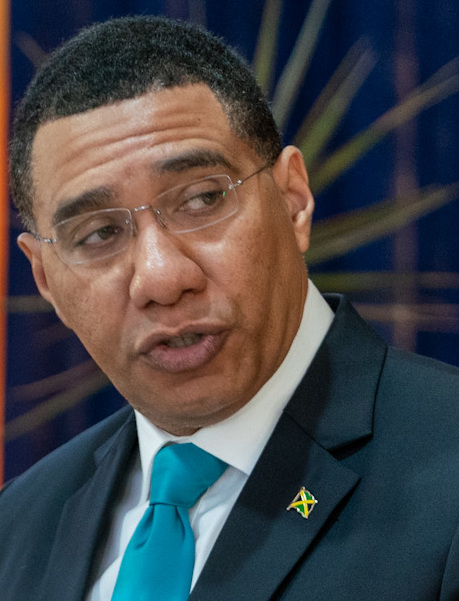
JAM 总理安德鲁·霍尔尼斯，2018年加共体轮值主席
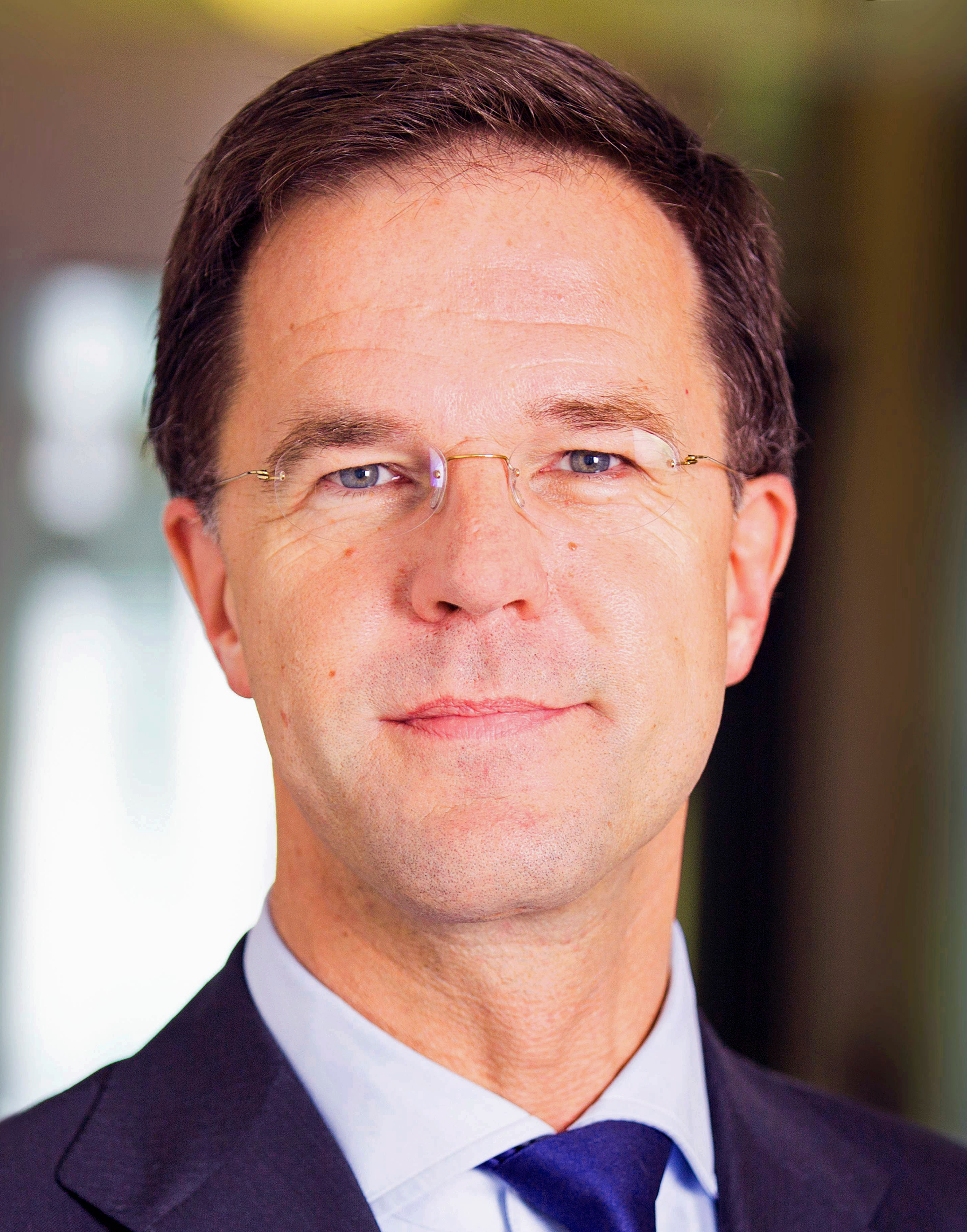
NED 首相馬克·呂特，受邀嘉宾
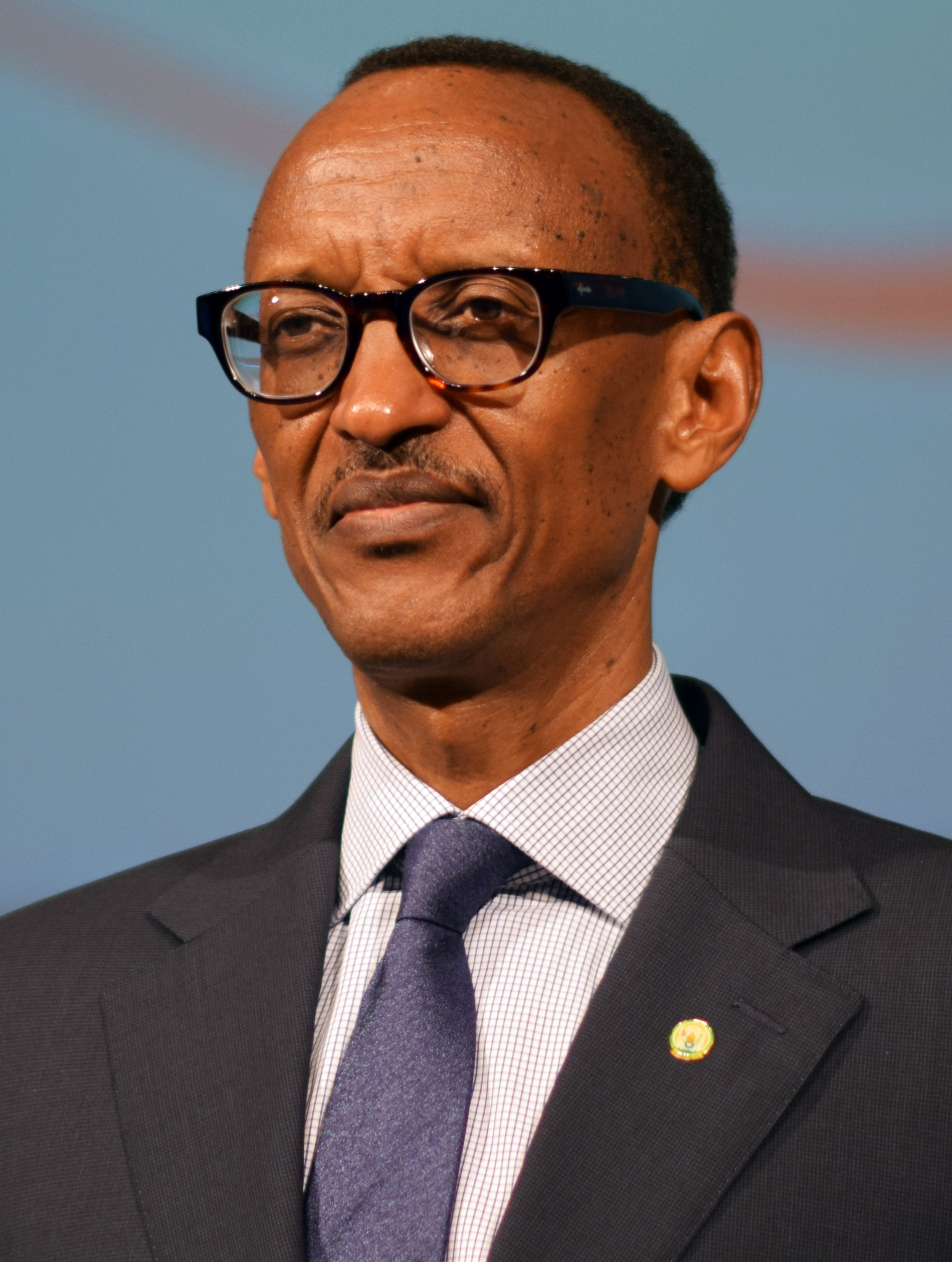
RWA 總統保罗·卡加梅，2018年非盟轮值主席
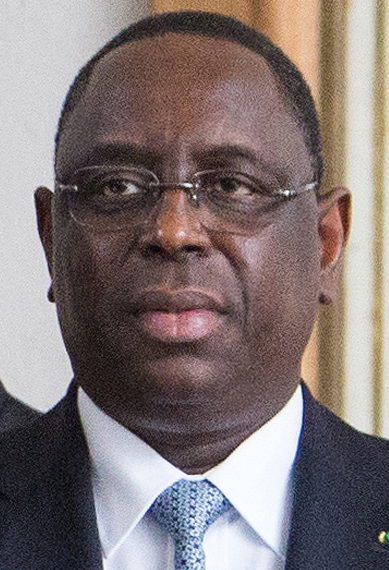
SEN 總統麥基·薩勒，2018年非洲發展新夥伴關係轮值主席
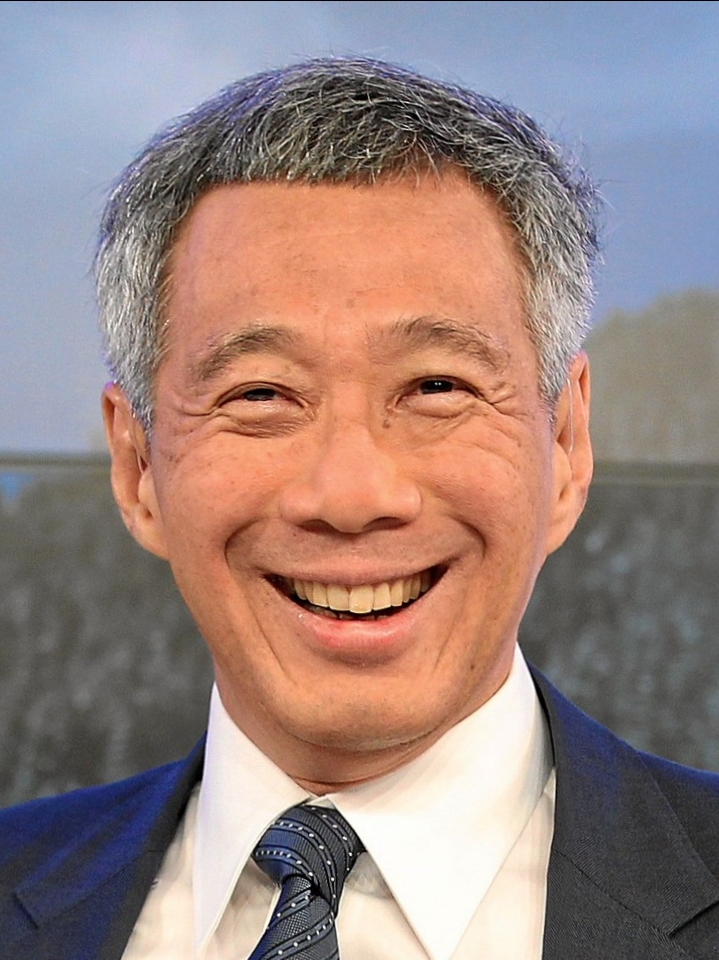
SGP 总理李显龙，2018年东盟轮值主席
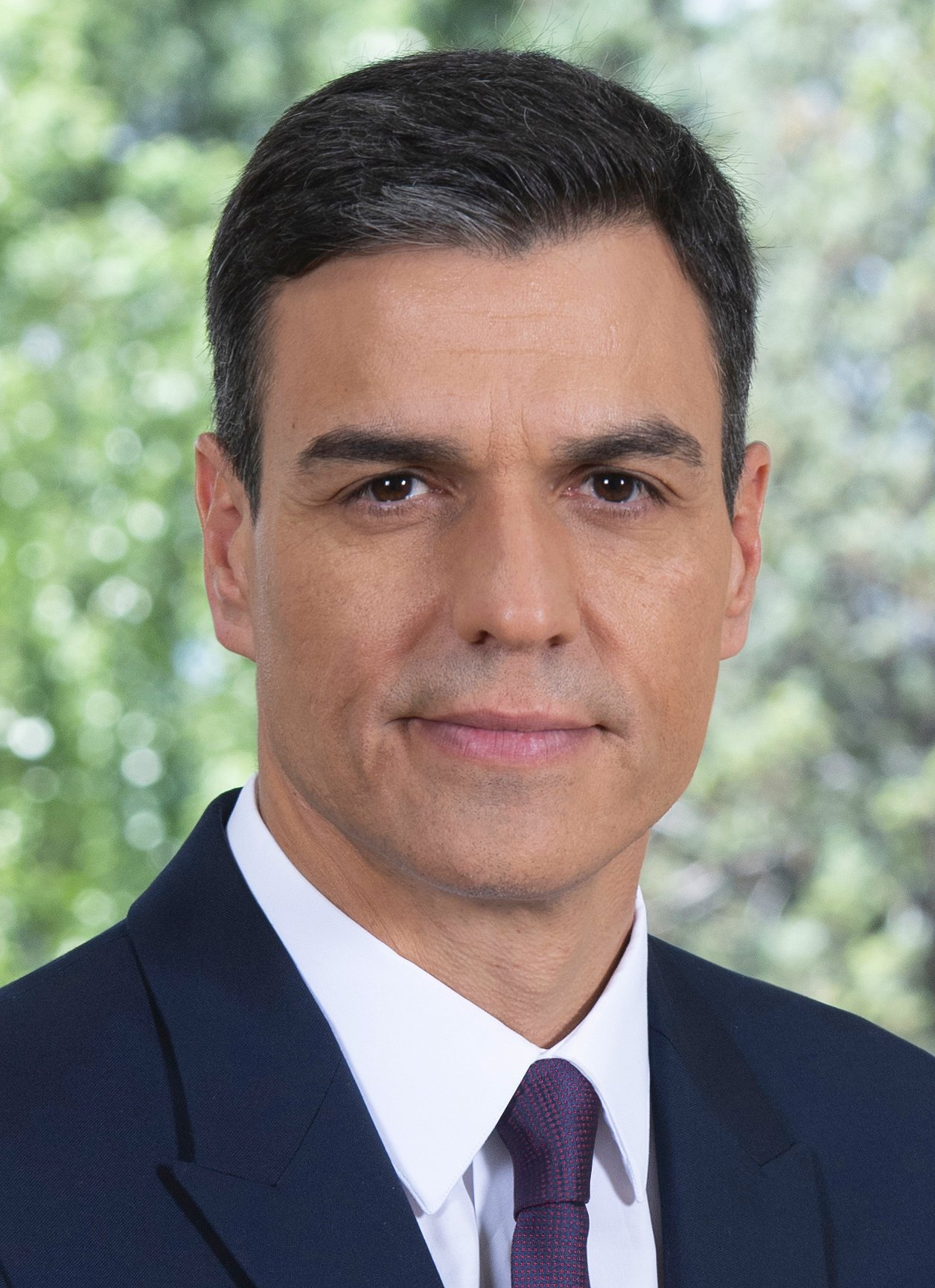
SPA 首相佩德羅·桑切斯，永久受邀嘉宾

- 智利
总统塞巴斯蒂安·皮涅拉，受邀嘉宾
- 牙买加
总理安德鲁·霍尔尼斯，2018年加共体轮值主席
- 荷蘭
首相馬克·呂特，受邀嘉宾
- 卢旺达
總統保罗·卡加梅，2018年非盟轮值主席
- 塞内加尔
總統麥基·薩勒，2018年非洲發展新夥伴關係轮值主席
- 新加坡
总理李显龙，2018年东盟轮值主席[12]
- 西班牙
首相佩德羅·桑切斯，永久受邀嘉宾

## 會議
該屆關注議題於密碼貨幣的監控與管理。

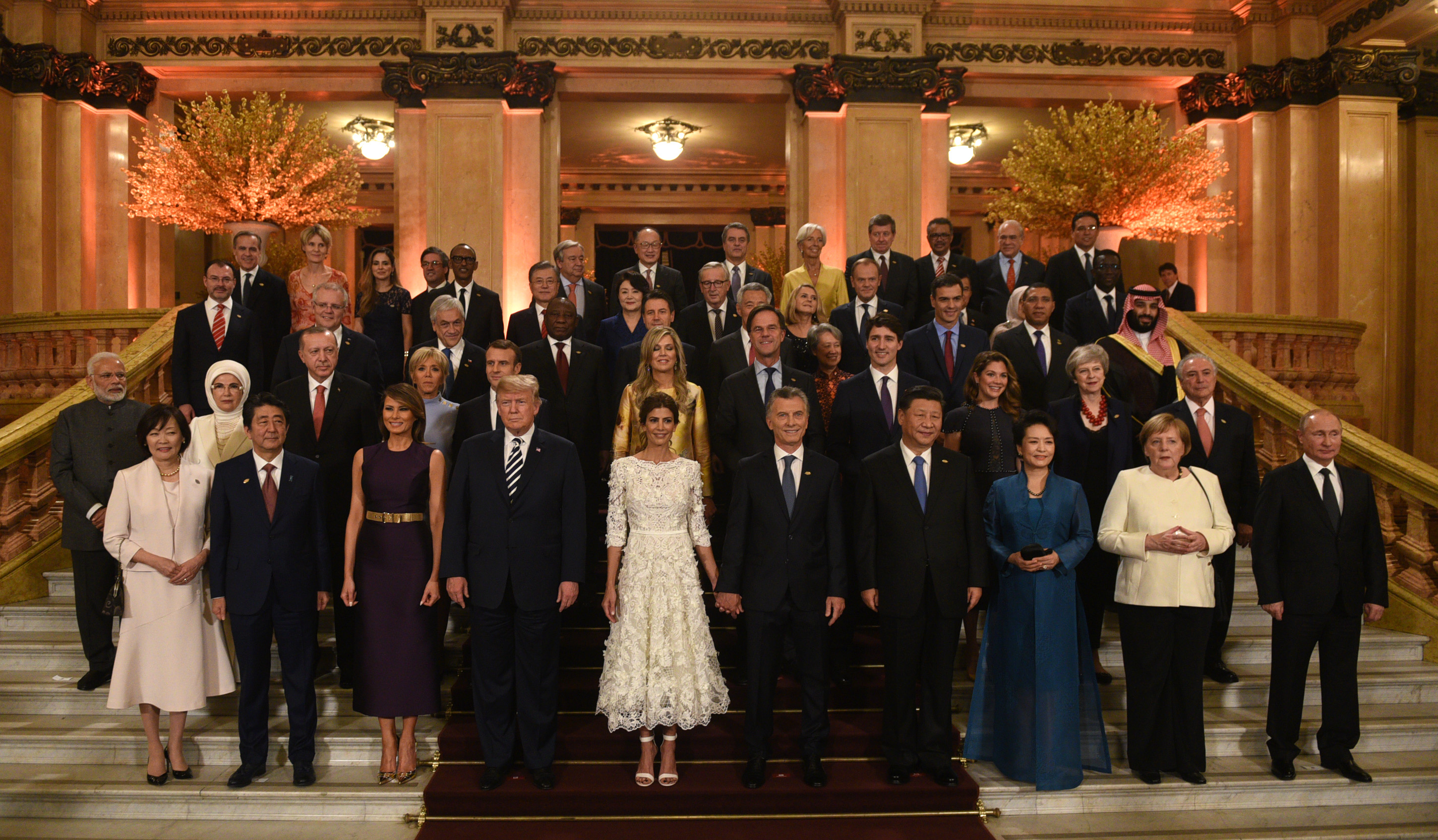
二十國集團峰會與會者在哥伦布剧院的團體照。

2018年中美贸易争端於會議中，兩國元首達成共識。

## 成果

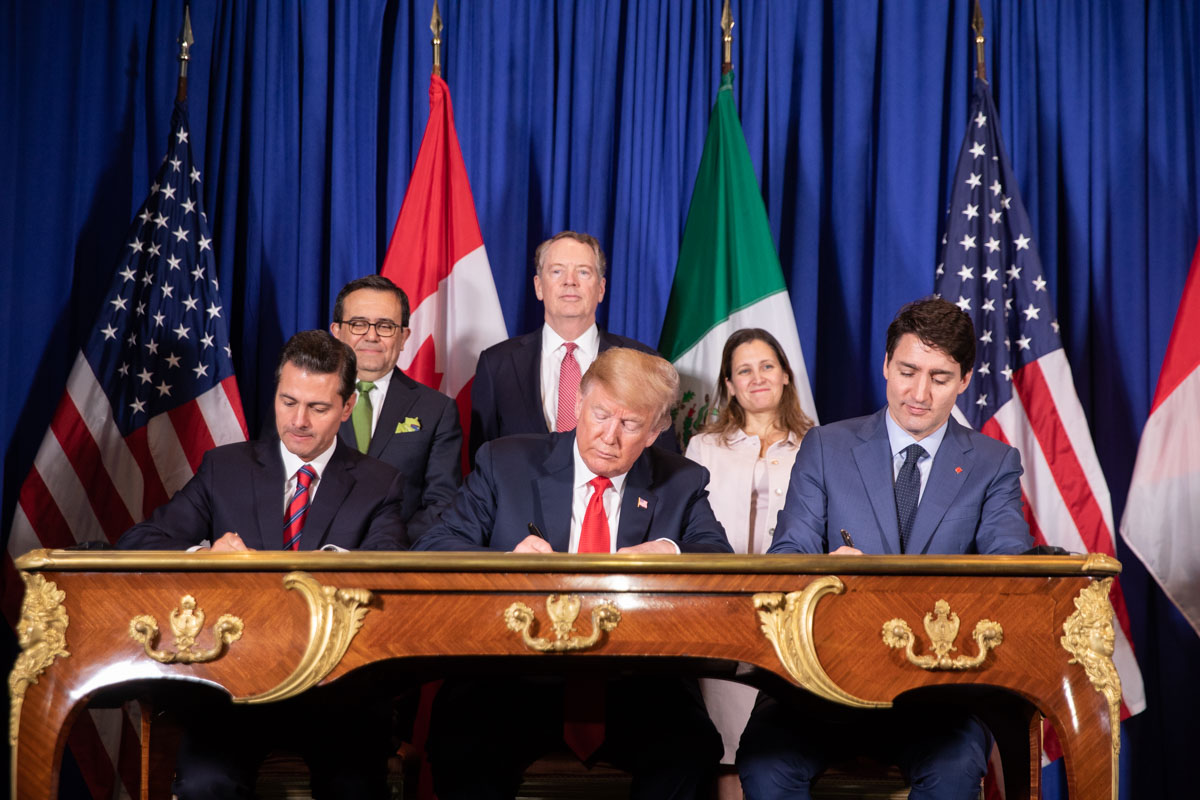
培尼亚·涅托、唐纳德·特朗普和賈斯汀·杜魯多簽署《美墨加協議》記者會。

在2018年11月30日於首腦會議開始前，美国总统唐纳德·特朗普、墨西哥总统培尼亚·涅托和加拿大总理賈斯汀·杜魯多共同簽署《美國－墨西哥－加拿大協議》，此為1994年《北美自由贸易协议》的後續條約。